# AirPods Pro

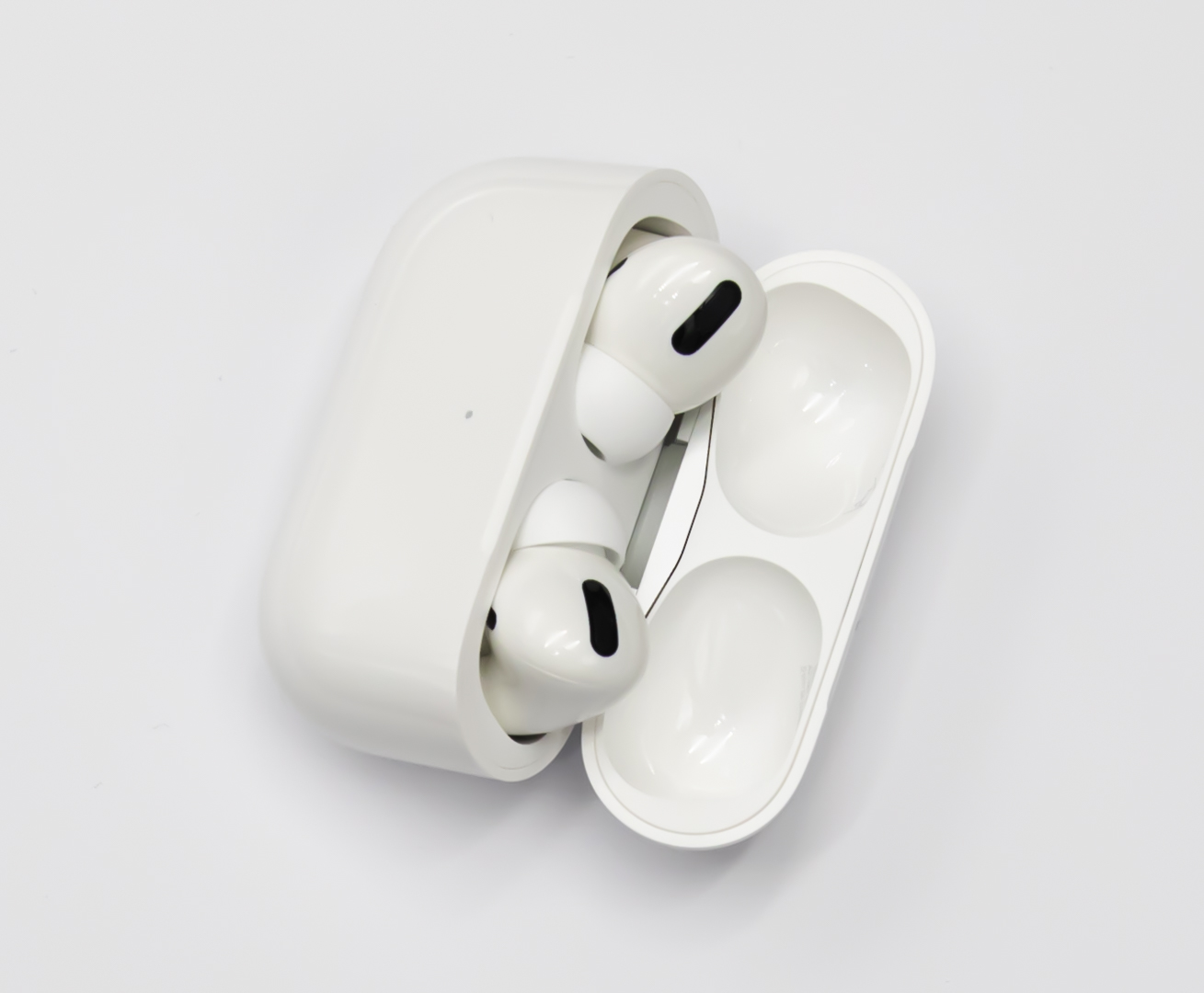
AirPods Pro в зарядном футляре

AirPods Pro — беспроводные Bluetooth наушники от корпорации Apple, первоначально выпущенные 28 октября 2019 года. Помимо данной модели, Apple выпускает беспроводные наушники AirPods базового уровня и AirPods Max высшего класса.
AirPods Pro использует процессор H1, который есть в AirPods второго поколения, но добавляет активное шумоподавление, режим прозрачности, автоматическую настройку эквалайзера, водонепроницаемость IPX4, чехол для зарядки с беспроводной зарядкой и сменные силиконовые вкладыши.

## Модели

### 1-е поколение
Apple анонсировала AirPods Pro 28 октября 2019 года и выпустила их через два дня, 30 октября 2019 года. Они включают в себя функции стандартных AirPods, такие как микрофон, отфильтровывающий фоновый шум, акселерометры и оптические датчики, которые могут обнаруживать нажатия на штангу и размещение в ухе, а также автоматическую паузу, когда они вынимаются из ушей. Управление постукиванием заменяется долгим удерживанием на сенсорную панель. Наушники имеют рейтинг IPX4 по водонепроницаемости.
В AirPods Pro используется процессор H1, который также присутствует в AirPods второго поколения, в отличие от предыдущего чипа, в нём есть обработка голосовых команд. В наушниках есть активное шумоподавление, которое достигается за счёт микрофонов, улавливающих внешний звук, и динамиков, производящих прямо противоположный «шумоподавитель». Активное шумоподавление можно отключить или переключить в «Режим прозрачности», который помогает пользователям слышать окружающие звуки. Режимы шумоподавления также можно переключать в пункте управления или зажимая сенсорную панель AirPods с помощью нового «датчика силы».

Чип H1 встроен в уникальную систему в корпусе (SiP), включающем несколько других компонентов, таких как аудиокодек и акселерометры.

Чип H1 в корпусе наушников
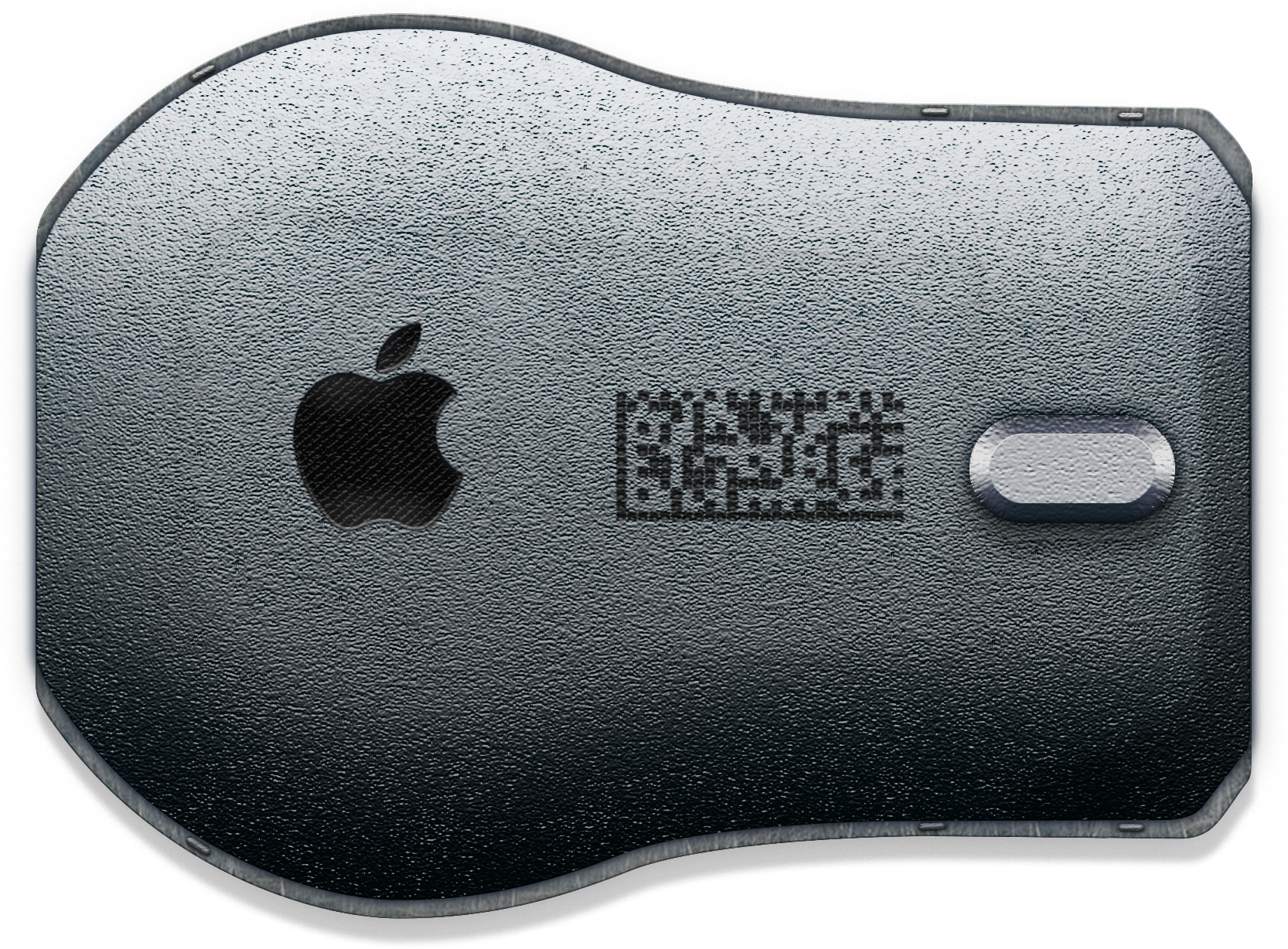
SiP сверху, показывая часть, содержащую аудиокодек.
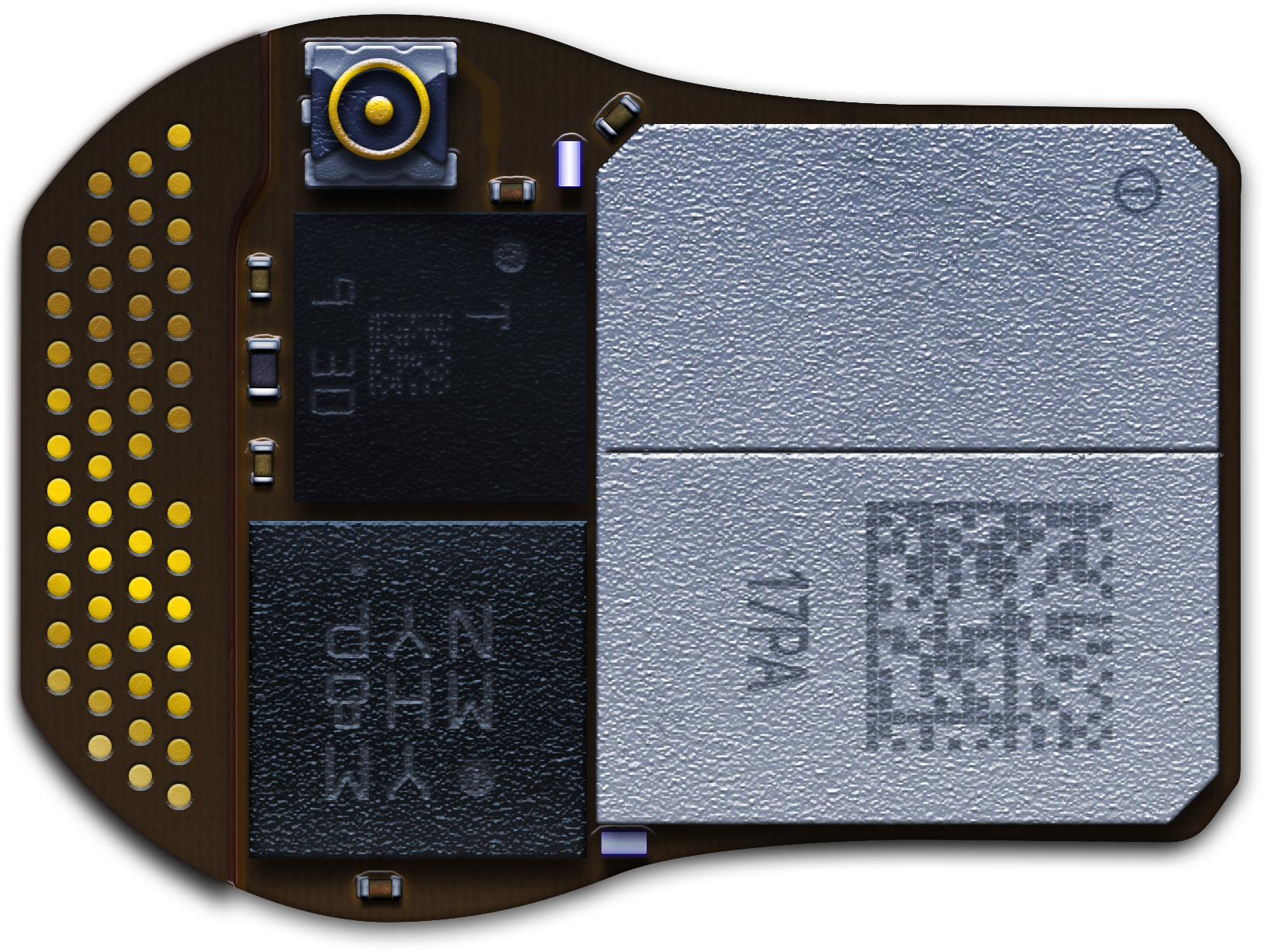
SiP снизу, демонстрирующий корпус H1, два акселерометра, разъем антенны Bluetooth и большую площадку, соединяющую гибкий кабель со всеми другими компонентами наушников.

Срок службы батареи оценивается пять часов, как у AirPods второго поколения, но режим шумоподавления или прозрачности сокращает его до 4,5 часов из-за дополнительной обработки. Зарядный чехол демонстрирует те же 24 часа общего времени прослушивания, что и стандартный чехол AirPods. Он также поддерживает стандартную беспроводную зарядку Qi.
AirPods Pro поставляются с силиконовыми вкладышами трёх размеров. В iOS есть программный тест под названием «Ear Tip Fit Test», который проверяет подгонку ваших ушных вкладышей AirPods, чтобы определить, какой размер обеспечивает наилучшее уплотнение и акустические характеристики для обеспечения правильной посадки. С начала 2020 года Apple начала продавать насадки для AirPods Pro на своем веб-сайте.
В iOS 14 и iPadOS 14 Apple добавила режим пространственного звука, предназначенный для имитации объемного звука 5.1. Поддерживаемые приложения включают приложение Apple TV, Disney+ и HBO Max. Для пространственного звука требуется iPhone или iPad с процессором Apple A10 или новее.
В iOS 16 Apple добавила возможность настройки персонального пространственного звука.

### 2-е поколение
AirPods Pro второго поколения были представлены на презентации Apple 7 сентября 2022 года, а их старт продаж запланирован на 23 сентября 2022 года. Наушники используют обновленный чип H2 с возможностью подключения по Bluetooth 5.3 и отличаются улучшенным качеством звука и шумоподавления, а также увеличенным временем автономной работы. Теперь они также оснащены ушными вкладышами очень маленького размера, а AirPods Pro поддерживают новое жесты: прокрутку вверх и вниз для регулировки громкости.
Чехол для зарядки включает в себя чип Apple U1, который поддерживает отслеживание Find My, а также динамик для определения местоположения и обновления статуса. В дополнение к зарядным устройствам Lightning, Qi и MagSafe, он также совместим с зарядными устройствами Apple Watch. Сбоку корпуса также была добавлена петля для шнурка.
.
В сентябре 2023 года Apple обновила AirPods Pro второго поколения, улучшив защиту от пыли до уровня IP54, установив обновленный чип H2, поддерживающий диапазон 5 ГГц для воспроизведения аудио без потерь с Apple Vision Pro, а также заменив порт Lightning на USB-C в зарядном кейсе.
В iOS 17 были добавлены функции «Адаптивное воспроизведение звука», которое динамически комбинирует режимы «Прозрачность» и «Активное шумоподавление» для оптимального контроля шума при переходе между различными средами; «Индивидуальная громкость», которая с помощью машинного обучения автоматически регулирует громкость в зависимости от предпочтений пользователя и шума вокруг пользователя; «Распознавание разговора», которое автоматически снижает громкость и делает фокус на голосе собеседника, с которым пользователь начинает общаться.
В сентябре 2024 года управление по контролю качества пищевых продуктов и лекарственных средств США официально признало наушники Apple AirPods Pro второго поколения слуховым аппаратом. Решение принято из-за внедренной Apple функции Hearing Aid Feature (функция слухового аппарата).

## Проблемы с прошивкой
Пользователи жаловались, что версия прошивки 2C54 (выпущенная в декабре 2019 года) снизила эффективность функции активного шумоподавления.
После выпуска 2C54 пользователи предположили, что стартовая прошивка с сильным шумоподавлением (получившая хорошие отзывы в СМИ), возможно, снизила срок службы продукта, и Apple пришлось ослабить функцию шумоподавления, чтобы сохранить срок службы оборудования.

## Совместимость
Поддержка AirPods Pro была добавлена в iOS 13.2, watchOS 6.1, tvOS 13.2 и macOS Catalina 10.15.1. Они совместимы с любым устройством, поддерживающим Bluetooth, включая устройства Windows и Android, хотя некоторые функции, такие как автоматическое переключение между устройствами, доступны только на устройствах Apple, использующих его службу iCloud.